# Sông Nhị Nhân
Nhị Nhân (二仁溪, Nhị Nhân khê) là một dòng sông tại miền nam Đài Loan. Tại vùng trung và hạ du, sông còn được gọi là Vi Nhị Tằng Hành. Sông bắt nguồn từ hồ nước trên núi Mộc Sách Lý cao 460 mét thuộc địa giới của Cao Hùng và chảy về phía tây, tạo thành ranh giới tự nhiên giữa Cao Hùng và Đài Nam trước khi đổ ra eo biển Đài Loan. Chiều đài của sông là 63,2 km Sông được chính quyền Đài Loan lấy tên sông là "Nhị Nhân" kể từ năm 1960 do sông chảy qua hai địa phương là Nhân Đức và Quy Nhân thuộc Đài Nam.. Do nằm ngay cạnh trung tâm đô thị của Đài Nam, từ thập niên 1980 sông Nhị Nhân đã bị ô nhiễm do các hoạt động công nghiệp, hai bên bờ sông chứa đầy rác thải điện tử. Các chất thải độc hại thậm chí còn ngấm vào bờ và làm ảnh hưởng đến sản xuất nông nghiệp. Tuy nhiên, trong thời gian gần đây, tình hình ô nhiễm đã được cải thiện nhiều, các hệ sinh thái và rừng ngập mặn đã được phục hồi đáng kể.

## Phụ lưu
- Nhị Nhân
  - Tam Da Cung (三爺宮溪)
  - Cảng Vĩ (港尾溝)
    - Lục Giáp (六甲溪)

  - Văn Hiền (文賢溪)
  - Thâm Khanh Tử (深坑子溪)
    - Quy Động (龜洞溪)

  - Tùng Tử Cước (松子腳溪)
  - Ngư Trù Phố (牛稠埔溪)
  - Đả Lang (打廊溪)
  - Ngưu Phố (牛埔溪)
  - Gia Rong (茄苳溪)